# Siněvir (obec)
Siněvir či Sinovír (ukrajinsky Синевир, Synevyr, rusky Синевир, Siněvir, maďarsky Alsószinevér) je obec v okrese Chust v Zakarpatské oblasti Ukrajiny. 

## Siněvirská vesnická komunita
V Siněviru je administrativní centrum  jednotného územního společenství Siněvirská vesnická komunita (ukrajinsky Синевирська сільська громада), do kterého patří 6 vesnic, a to: 
- Siněvir
- Zaverchnja Kyčera, ukrajinsky Заверхня Кичера
- Siněvirská Poljana,  ukrajinsky Синевирська Поляна
- Berehy, ukrajinsky Береги
- Zahorb,  ukrajinsky Загорб
- Svoboda, ukrajinsky Свобода

Siněvirská vesnická komunita má rozlohu 254,5 km². V roce 2020 v ní žilo  6 376 obyvatel.

## Příroda
Severně od obce leží stejnojmenné jezero (Siněvir), které je největší v Ukrajinských Karpatech a zároveň největší a nejvýše položené horské jezero na Ukrajině, a Kamjanecký vodopád. Nedaleko od obce leží jezero Ozirce.

## Historie
Do Trianonské smlouvy byla obec součástí Uherska, poté (pod názvem Nižní Siněvir nebo také Sinovir) byla součástí Československa. Za první republiky zde byl obecní notariát a četnická stanice. V roce 1930 zde žilo 2 880 obyvatel; z toho 59 Čechů, 2 056 Rusínů, 2 Němci, 8 Maďarů, 294 Židů a 11 cizinců. Od roku 1945 obec patřila Sovětskému svazu, resp. Ukrajinské sovětské socialistické republice; nakonec od roku 1991 je součástí samostatné Ukrajiny.

## Galerie

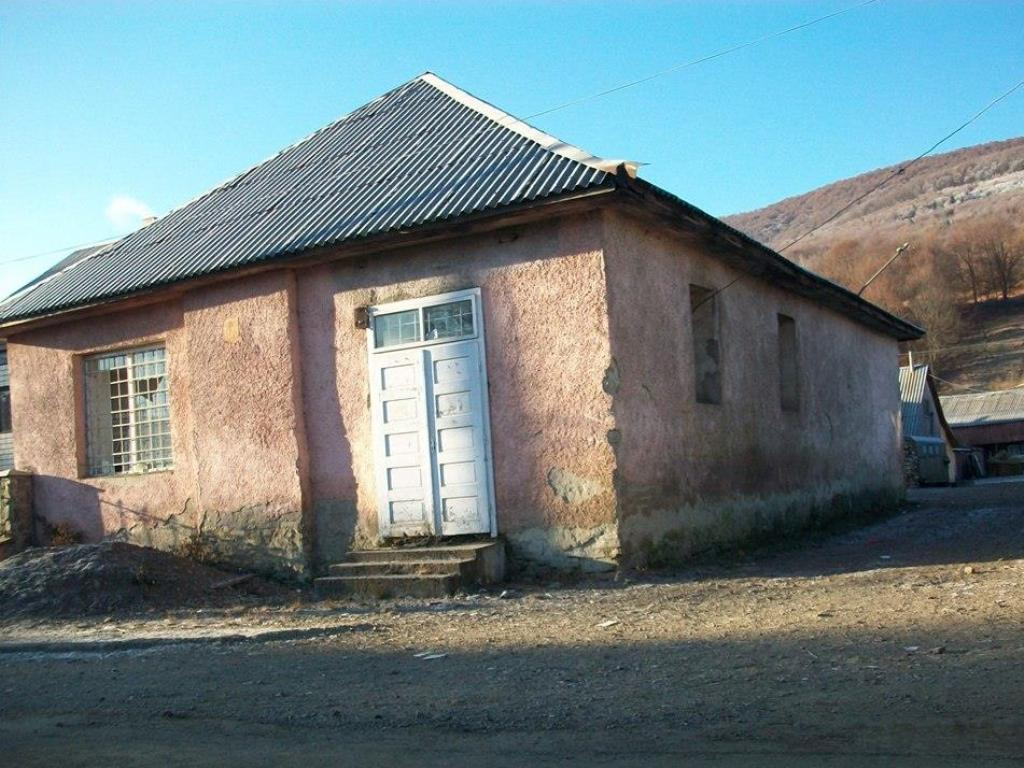
Bývalá synagoga v Siněviru
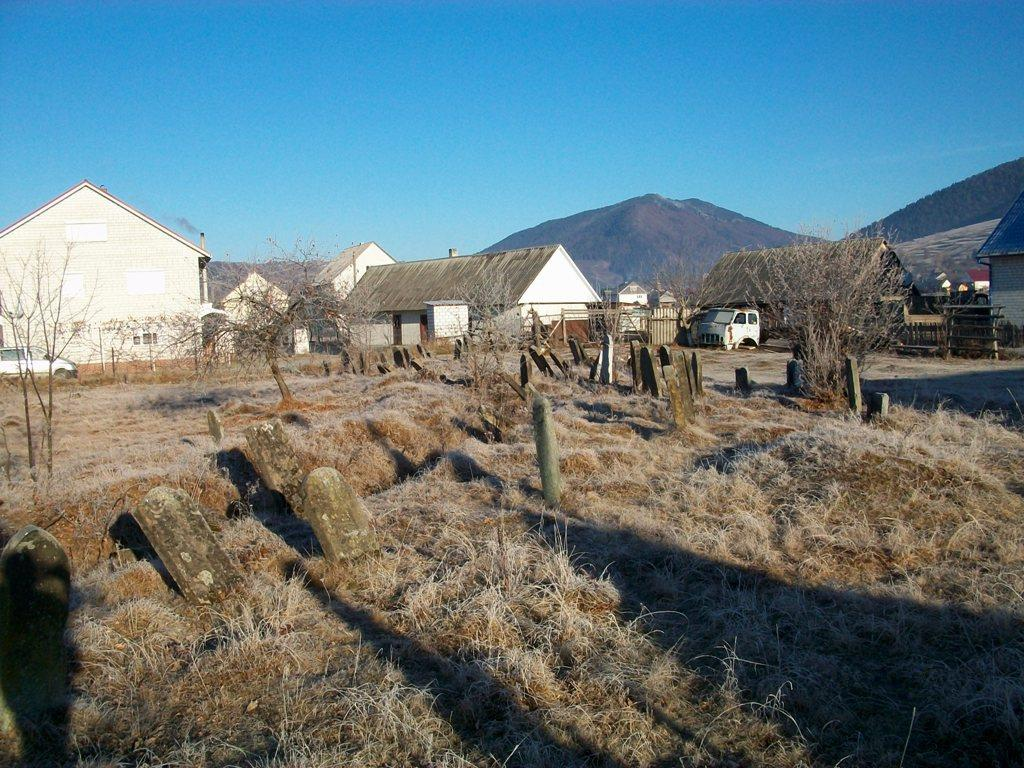
Židovský hřbitov
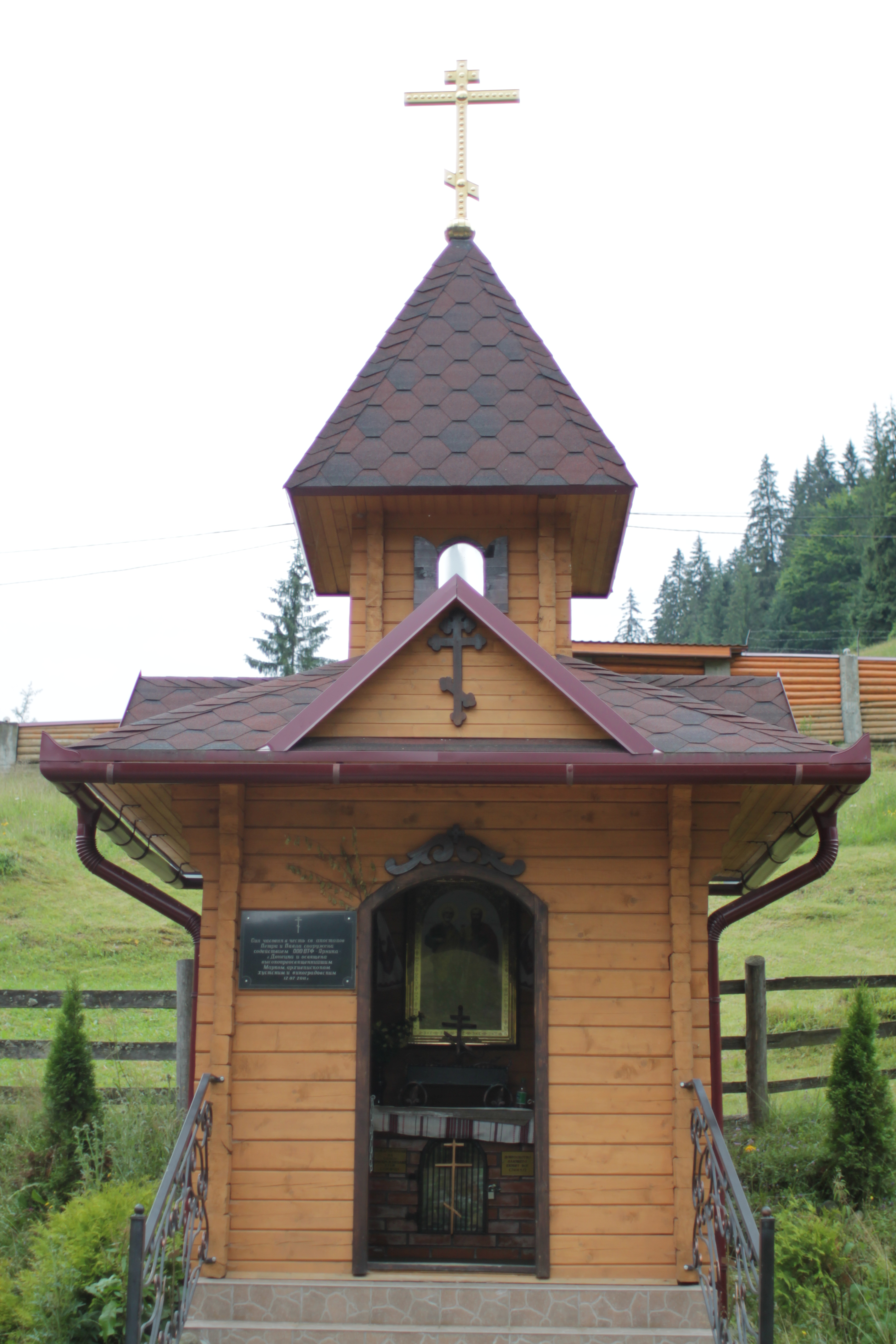
Kaple